# Часниковка (Полтавская область)
Часниковка (укр. Часниківка) — село,
Виришальненский сельский совет,
Лохвицкий район,
Полтавская область,
Украина.
Код КОАТУУ — 5322681908. Население по переписи 2001 года составляло 350 человек.

## Географическое положение
Село Часниковка находится в 2-х км от левого берега реки Сула,
выше по течению на расстоянии в 1,5 км расположено село Рудка,
ниже по течению на расстоянии в 4 км расположено село Ломаки (Лубенский район).
На расстоянии в 1 км находится село Высокое.
По селу протекает пересыхающий ручей с запрудой.

## Объекты социальной сферы
- Школа І ст.